# Abbaye de Nesle-la-Reposte
L'abbaye de Nesle-la-Reposte est une abbaye bénédictine de moines, située à Nesle-la-Reposte, en France, dans la Marne. En partie détruite à la Révolution et dont les bâtiments existants sont devenus propriétés privées. Ils sont inscrits au titre des monuments historiques depuis 1942 et 1971.

## Historique
Nigella abscondita vel reposita fut fondée sous Clovis Ier roi des Francs à Nesle, dans un fond de vallon sous la protection de Saint Pierre. Elle appartenait à Saint-Benoit puis à saint-Vannes et comprenait une partie consacrée aux femmes et une autre aux hommes de chaque côté du chemin.
Renomée, De Guerrois et dom Martin le Rethélois remarquèrent que Saint Serein y étudia. En 1150, Simon, seigneur de Rethel fit d'importantes donations au monastère.
Les ruines de l'ancienne abbaye se trouvent sur la gauche en descendant sur Villenauxe-la-Grande. L'église dont il ne reste que les ruines imposantes date du XIe siècle. L'abbaye eut beaucoup à souffrir des guerres de Religion, en 1658 les protestants brûlèrent l'abbaye qui se relevait difficilement des exactions précédentes. Les moines quittèrent l'abbaye en 1674 pour aller à Villenauxe-la-Grande se réfugier en la maison qu'ils avaient rue du Père.
Ils y installèrent leur portail roman qui venait de Nesle, des écuries, une boulangerie, des celliers, une cuverie et un pressoir. Le 3 mai 1790 le maire de Villenauxe recueillit le souhait de chaque religieux et dressa un inventaire de leurs biens. Ces biens furent vendus en 1791 et l'église, ainsi que leur maison furent détruites.

## Archives
- Archives départementales de l'Aube, Cartulaire de Nesle.

## Iconographie

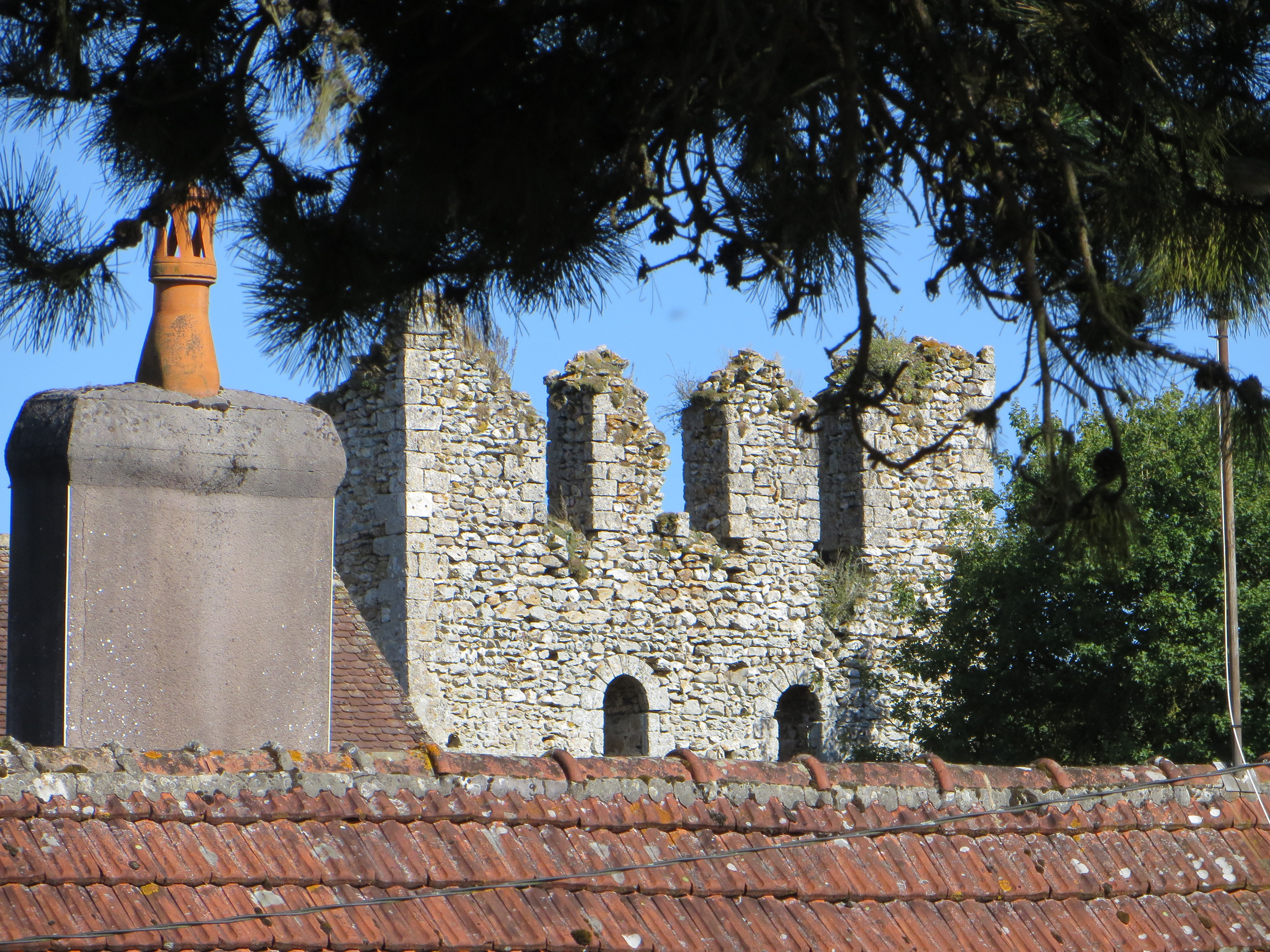
Un mur en 2017.
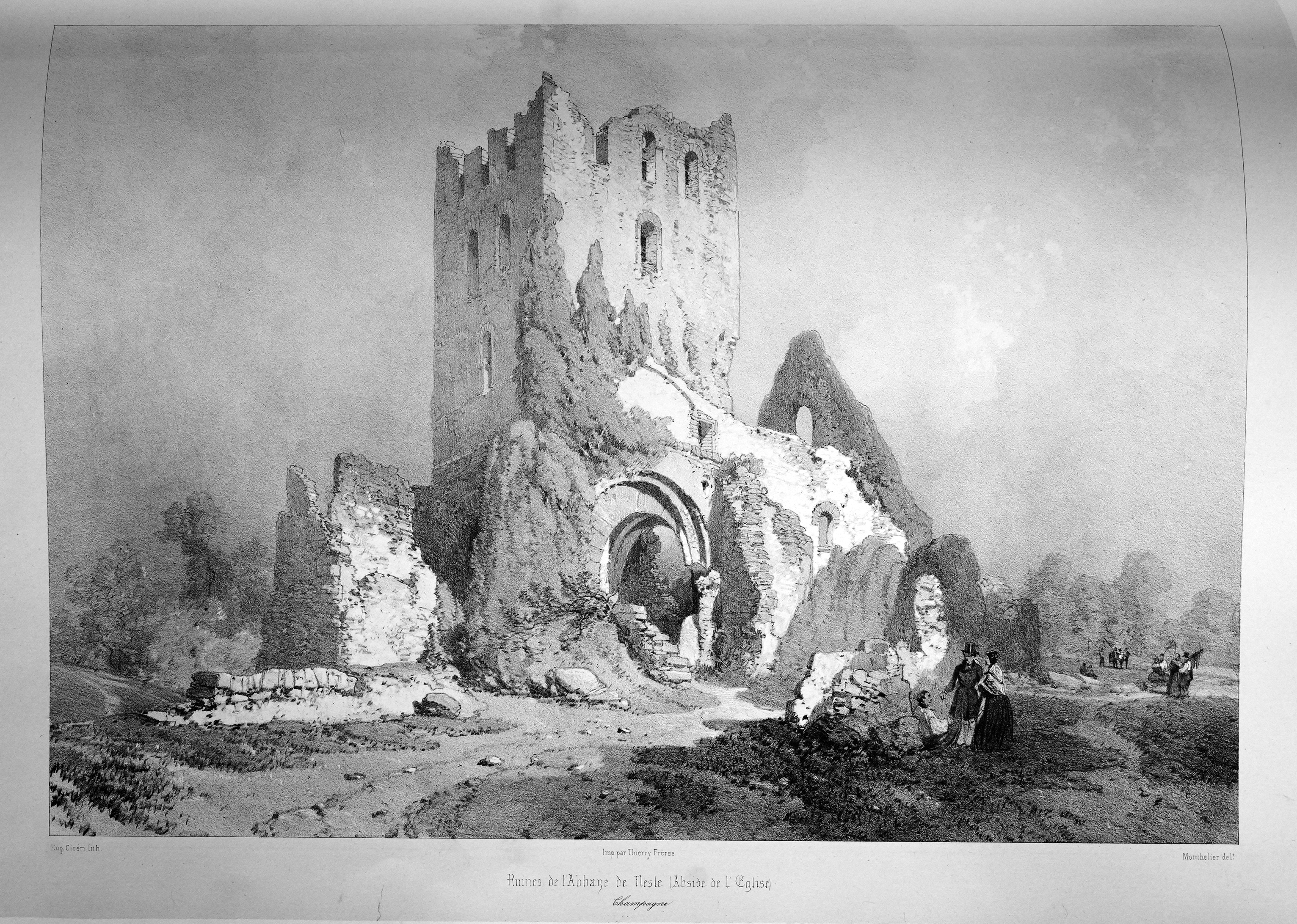
Sur un dessin d'Eugène Cicéri in : Voyages pittoresques et romantiques dans l'ancienne France, début XIXe siècle.